# TEEB
TEEB (The Economics of Ecosystems and Biodiversity) (auch TEEB-Initiative, TEEB-Prozess) ist eine Forschungs-Initiative, aus der eine Reihe von Studien hervorgegangen sind, die bestehende Ansätze zur ökonomischen Bewertung von biologischer Vielfalt und Ökosystemdienstleistungen aufzeigen und umsetzen sollen. Erklärtes Ziel der Studie war es, den ökonomischen Wert der Dienstleistungen von Ökosystemen und der Biodiversität erfassbar zu machen, um diese effektiver vor Zerstörung und Raubbau zu schützen. Auf nationaler Ebene wird TEEB in Deutschland im Rahmen des Projekts TEEB DE – Naturkapital Deutschland fortgesetzt.

## Geschichte
Die TEEB-Initiative wurde 2007 im Umfeld des G8+5-Treffens in Potsdam ins Leben gerufen. Zu den Hauptinitiatoren und Geldgebern zählte die Europäische Kommission. Der TEEB-Prozess besteht aus drei Phasen:
- Phase 1: TEEB Interim-Report, präsentiert im Rahmen der 9. Vertragsstaatenkonferenz der Biodiversitätskonvention 2008 in Bonn.
- Phase 2: TEEB International, eine Reihe von Studien unter der Leitung des ehemaligen Deutsche-Bank-Managers Pavan Sukhdev, in denen der Stand der Forschung im Bereich ökonomischer Bewertung von Ökosystemdienstleistungen zusammengefasst und bewertet wurde.
- Phase 3: Kommunikation und mainstreaming des Ansatzes auf nationaler Ebene; in Deutschland im Rahmen von TEEB DE – Naturkapital Deutschland. In dieser Phase werden auch Fallstudien in Entwicklungsländern durchgeführt.

TEEB wird manchmal als Versuch gewertet, an den Erfolg des Stern-Reports von 2006 anzuknüpfen, der mit einer Prognose der ökonomischen Folgen der globalen Erwärmung einen Schub in der Klimadebatte und der Klimapolitik auslöste.
2014 wurde von UNEP das Folgeprogramm TEEBAgriFood (The Economics of Ecosystems and Biodiversity for Agriculture and Food) initiiert, das die TEEB-Prinzipien auf Landwirtschaft und Lebensmittelproduktion und -konsum anwenden soll.

## Bericht zu ökologischen und ökonomischen Grundlagen
Die zweite Phase des TEEB-Prozesses war als Synthese des aktuellen Standes der wissenschaftlichen Debatte um die ökonomische Bewertung von Ökosystemen und Biodiversität gedacht. Als Ergebnis wurden in der ersten Veröffentlichung dieser Phase, The Economics of Ecosystems and Biodiversity: Ecological and Economic Foundations, folgende Empfehlungen gegeben:
- Die Grundlage der Bewertung von Ökosystemen solle der Begriff der Ökosystemdienstleistungen darstellen, der eine Übersetzung ökologischer Konzepte in die Sprache der Ökonomie ermöglicht.
- Die Bewertung von Ökosystemen sei notwendig, um eine weitere Zerstörung der Biosphäre zu verhindern, die aus den wirtschaftlichen Aktivitäten der Menschheit resultiert.
- Obwohl die Umwelt- und Ressourcenökonomik sich mit der Thematik schon lange befassen, bestehen weiterhin wichtige methodologische Probleme, insbesondere bezüglich der Diskontierung, der Bewertungsmethoden, der Kategorie der kulturellen Werte und der Behandlung von Unsicherheit.
- Die Involvierung von Stakeholdern in Bewertungsprozesse sei unverzichtbar.
- Obwohl die genaue Rolle der Biodiversität in der Funktionsweise von Ökosystemen noch nicht richtig verstanden wurde, sei es anzunehmen, dass ihr Einfluss auf die Stabilität und Erträge an Umweltgütern groß ist.

## Naturkapital Deutschland
In Deutschland wird das TEEB-Konzept innerhalb des Projekts TEEB DE – Naturkapital Deutschland umgesetzt. Naturkapital Deutschland wird am Helmholtz-Zentrum für Umweltforschung – UFZ in Leipzig koordiniert. Studienleiter ist Bernd Hansjürgens. Das Projekt wird finanziert vom Bundesministerium für Umwelt, Naturschutz, Bau und Reaktorsicherheit und vom Bundesamt für Naturschutz. Weitere begleitende Projektpartner sind u. a. WWF Deutschland, BUND und NABU.
Im Rahmen von Naturkapital Deutschland sollen vier thematische Berichte erarbeitet werden, die ökonomische Argumente für die Erhaltung von Ökosystemen liefern sollen. Die Themen der einzelnen Berichte sind: Naturkapital und Klimapolitik, Ökosystemleistungen in ländlichen Räumen, Ökosystemleistungen in Städten sowie Empfehlungen zu Handlungsoptionen (Synthese-Bericht). Ein wichtiger Bestandteil sind außerdem zahlreiche Fallstudien und -beispiele, mit deren Hilfe die konkrete Umsetzung des TEEB-Konzepts dargestellt werden soll.

## Kritik
In einem 2010 veröffentlichten Positionspapier äußerte der BUND, inzwischen ein Projektpartner von TEEB DE – Naturkapital Deutschland, die Befürchtung, dass durch die „Privatisierung“ des Biodiversitätsschutzes sich staatliche Akteure aus ihrer politischen und finanziellen Verantwortung ziehen und marktwirtschaftliche Kriterien über die Schutzwürdigkeit von Natur entscheiden. „Stand innerhalb der internationalen Schutzbemühungen der UNO-Biodiversitätskonvention (CBD) bisher die Generierung finanzieller Ressourcen durch fondsgestützte, staatliche Mittel für Schutzgebiete im Fokus der internationalen Aktivitäten, so verfolgt TEEB eine Finanzierung durch Marktmechanismen.“ Zwei Schwachpunkte und Risiken wurden insbesondere genannt: Das Konzept der „Dienstleistungen der Natur“ greife zu kurz, da zum einen vorrangig der funktionale Aspekt, der Natur als „Dienstleisterin“ der menschlichen Gesellschaft betont würde. Jedoch würden unter diesem Blickwinkel wichtige Aspekte der Natur entweder vernachlässigt oder sogar als ‚nutzlos‘ für den Menschen (und deshalb als nicht weiter schützenswert) eingestuft. Zum anderen sei aus Sicht des Naturschutzes und der biologischen Vielfalt eine Ausweitung begrenzter Schutzgebiets-Konzepte überfällig. Vielmehr sei ein „Naturschutz in der Fläche“ das Gebot der Stunde.
Barbara Unmüßig von der Heinrich-Böll-Stiftung kritisierte wiederholt TEEB und die ökonomische Bewertung scharf. Sie wirft dem Ansatz vor, den Weg für Vermarktlichung und Privatisierung der Natur zu ebnen. Sie befürchtet „die Einbettung der Natur und ihrer monetarisierbaren Dienstleistungen in unsere kapitalistische Marktlogik“ und „Natur und ihre Dienstleistungen in Form handelbarer Zertifikate und Derivate in einem Maße zu monetarisieren, dass auch der Natur- und Umweltschutz für die Finanzmärkte kompatibel wird“.
NABU-Präsident Olaf Tschimpke befürwortet grundsätzlich die In-Wert-Setzung von Ökosystemen: „Die Gratis-Dienstleistungen der Natur müssen sich endlich als Faktor in ökonomische Bilanzen wiederfinden. Die Erde darf nicht länger ein frei verfügbares Rohstofflager für die Konzerne dieser Welt sein“.
Der ökologische Ökonom Clive Spash kritisierte TEEB in dem Artikel Terrible Economics, Ecosystems and Banking. Er behauptete, Ergebnisse von ökonomischen Bewertungsstudien seien arbiträr und ohne jegliche theoretische Basis. Das explizite Ziel des TEEB-Projekts, wirtschaftliche Akteure auf den Wert von Ökosystemen aufmerksam zu machen, sei verfehlt und nutzlos.
2014 veröffentlichten einige an TEEB beteiligte Wissenschaftler eine Antwort auf viele der gegen TEEB vorgebrachten Kritikpunkte. Sie erkannten an, dass eine ökonomische Bewertung nicht unproblematisch sei, wiesen aber zugleich darauf hin, dass in den TEEB-Berichten stets Probleme und Grenzen des Bewertungsansatzes angesprochen worden seien. Die Autoren betonten, dass eine Kommunikation des Wertes von Natur in einer für die meisten Entscheidungsträger verständlichen Sprache essenziell für einen erfolgreichen Naturschutz sei und eine ökonomische Bewertung die Notwendigkeit von Abwägungen im Kontext des Naturschutzes deutlich mache. Auch Projektbeteiligte bei Naturkapital Deutschland antworteten mehrfach mit ähnlichen Argumenten auf Kritik.

## TEEB-Veröffentlichungen

### International
- The Economics of Ecosystems and Biodiversity: Ecological and Economic Foundations
- The Economics of Ecosystems and Biodiversity in National and International Policy Making
- The Economics of Ecosystems and Biodiversity in Local and Regional Policy and Management
- The Economics of Ecosystems and Biodiversity in Business and Enterprise

### Naturkapital Deutschland
- Naturkapital und Klimapolitik: Synergien und Konflikte. (2015)
- Ökosystemleistungen in ländlichen Räumen: Grundlage für menschliches Wohlergehen und nachhaltige wirtschaftliche Entwicklung. (2016)
- Ökosystemleistungen in der Stadt: Gesundheit schützen und Lebensqualität erhöhen. (2016)
- Werte der Natur aufzeigen und in Entscheidungen integrieren: Eine Synthese. (2018; Abschlussbericht)